# 蟹江章
蟹江 章（かにえ あきら、1960年9月7日 - ）は、日本の会計学者。北海道大学大学院経済学研究院教授（同会計大学院長、経営学博士）。監査論が専門。愛知県出身。

## 学歴
- 愛知大学法経学部経営学科卒業。
- 大阪大学大学院経済学研究科博士後期課程単位取得退学。

## 経歴
- 弘前大学人文学部講師。
- 弘前大学人文学部助教授。
- 北海道大学経済学部助教授。
- 2005年より現職。担当科目は監査論。経営学博士(北海道大学)。

## 役職
- 放送大学客員教授（「組織運営と内部監査」担当主任講師）。
- 日本学術会議連携会員。
- 札幌市コンプライアンス委員会委員。

## 著書
- 「現代監査の理論」　森山書店　2001年
- 「監査報告書の読み方」　創成社　2004年
- 「監査報告書の読み方」改訂版　創成社　2006年
- 「監査報告書の読み方」三訂版　創成社　2007年
- 「会社法におけるコーポレート・ガバナンスと監査」（編著）　同文館　2008年
- 「監査論」（共編著）　中央経済社　2008年
- 「組織運営と内部監査」（共著）　放送大学教育振興会　2009年
- 「わしづかみシリーズ監査論を学ぶ」（共著）　税務経理協会　2009年
- 「監査論第2版」（共編著）　中央経済社　2009年　ほか

## 所属学会
- 日本会計研究学会
- 日本監査研究学会